# George Cadogan, V conte Cadogan
George Henry Cadogan, V conte Cadogan (Hereford, 12 maggio 1840 – Londra, 6 marzo 1915), è stato un politico britannico.

## Biografia
Cadogan era il primogenito di Henry Cadogan, IV conte Cadogan, e di sua moglie Mary, figlia del reverendo Gerald Wellesly, fratello minore di Arthur Wellesly, I duca di Wellington, il vincitore di Napoleone Bonaparte a Waterloo. George fu educato presso l'Eton College e si laureò al Christ Church (Oxford).
Cadogan iniziò la sua carriera politica nel 1868, cercando di farsi eleggere senza successo per Bury, Lancastershire, ma nel 1873 riuscì a divenire membro del Parlamento per il Partito Conservatore per la città di Bath, a distanza di pochi mesi dalla sua entrata alla Camera dei Lord alla morte di suo padre, che gli trasmise il titolo nobiliare.  Nel 1875 divenne sottosegretario per la guerra succedendo a George Herbert, XIII conte di Pembroke, e nel 1878 sottosegretario per le colonie nel governo Disraeli. Sotto Lord Salisbury fu Lord del Sigillo Privato dal 1886 al 1892 e Lord Luogotenente dell'Irlanda tra il 1895 e il 1902. Fu anche sindaco di Chelsea nel 1900 e nel 1891 fu creato cavaliere dell'Ordine della Giarrettiera.

## Ascendenza
|                                      |                                          |                                            | Genitori                                        |  |  | Nonni |  |  | Bisnonni                            |  |  | Trisnonni                              |  |
|                                      |                                          |                                            |                                                 |  |  |       |  |  | 8. Charles Cadogan, I conte Cadogan |  |  | 16. Charles Cadogan, II barone Cadogan |  |
|                                      |                                          |                                            |                                                 |  |  |       |  |  | 8. Charles Cadogan, I conte Cadogan |  |  | 16. Charles Cadogan, II barone Cadogan |  |
|                                      |                                          | 17. Elizabeth Sloane                       |                                                 |  |  |       |  |  | 8. Charles Cadogan, I conte Cadogan |  |  |                                        |  |
| 4. George Cadogan, III conte Cadogan |                                          |                                            |                                                 |  |  |       |  |  | 8. Charles Cadogan, I conte Cadogan |  |  |                                        |  |
|                                      |                                          | 9. Mary Churchill                          | 18. Charles Churchill                           |  |  |       |  |  |                                     |  |  |                                        |  |
|                                      |                                          | 9. Mary Churchill                          | 18. Charles Churchill                           |  |  |       |  |  |                                     |  |  |                                        |  |
|                                      |                                          | 9. Mary Churchill                          | 19. Lady Mary Walpole                           |  |  |       |  |  |                                     |  |  |                                        |  |
| 2. Henry Cadogan, IV conte Cadogan   |                                          | 9. Mary Churchill                          |                                                 |  |  |       |  |  |                                     |  |  |                                        |  |
|                                      |                                          | 10. Joseph Blake                           | 20. Richard Blake                               |  |  |       |  |  |                                     |  |  |                                        |  |
|                                      |                                          | 10. Joseph Blake                           | 20. Richard Blake                               |  |  |       |  |  |                                     |  |  |                                        |  |
|                                      |                                          | 10. Joseph Blake                           | 21. Mary Young                                  |  |  |       |  |  |                                     |  |  |                                        |  |
| 5. Honoria Louisa Blake              |                                          | 10. Joseph Blake                           |                                                 |  |  |       |  |  |                                     |  |  |                                        |  |
|                                      |                                          | 11. Honoria Daly                           | 22. Dermot Daly                                 |  |  |       |  |  |                                     |  |  |                                        |  |
|                                      |                                          | 11. Honoria Daly                           | 22. Dermot Daly                                 |  |  |       |  |  |                                     |  |  |                                        |  |
|                                      |                                          | 11. Honoria Daly                           | …                                               |  |  |       |  |  |                                     |  |  |                                        |  |
| 1. George Cadogan, V conte Cadogan   |                                          | 11. Honoria Daly                           |                                                 |  |  |       |  |  |                                     |  |  |                                        |  |
|                                      | 12. Garret Wesley, I conte di Mornington | 23. Richard Wesley, I barone di Mornington |                                                 |  |  |       |  |  |                                     |  |  |                                        |  |
|                                      | 12. Garret Wesley, I conte di Mornington | 23. Richard Wesley, I barone di Mornington |                                                 |  |  |       |  |  |                                     |  |  |                                        |  |
|                                      | 12. Garret Wesley, I conte di Mornington | 25. Elizabeth Sale                         |                                                 |  |  |       |  |  |                                     |  |  |                                        |  |
| 6. Rev. Gerald Valerian Wellesley    | 12. Garret Wesley, I conte di Mornington |                                            |                                                 |  |  |       |  |  |                                     |  |  |                                        |  |
|                                      |                                          | 13. Anne Hill-Trevor                       | 26. Arthur Hill-Trevor, I visconte di Dungannon |  |  |       |  |  |                                     |  |  |                                        |  |
|                                      |                                          | 13. Anne Hill-Trevor                       | 26. Arthur Hill-Trevor, I visconte di Dungannon |  |  |       |  |  |                                     |  |  |                                        |  |
|                                      |                                          | 13. Anne Hill-Trevor                       | 27. Anne Stafford                               |  |  |       |  |  |                                     |  |  |                                        |  |
| 3. Mary Sarah Wellesley              |                                          | 13. Anne Hill-Trevor                       |                                                 |  |  |       |  |  |                                     |  |  |                                        |  |
|                                      |                                          | 14. Charles Cadogan, I conte Cadogan (= 8) | 28. Charles Cadogan, II barone Cadogan (= 16)   |  |  |       |  |  |                                     |  |  |                                        |  |
|                                      |                                          | 14. Charles Cadogan, I conte Cadogan (= 8) | 28. Charles Cadogan, II barone Cadogan (= 16)   |  |  |       |  |  |                                     |  |  |                                        |  |
|                                      |                                          | 14. Charles Cadogan, I conte Cadogan (= 8) | 29. Elizabeth Sloane (= 17)                     |  |  |       |  |  |                                     |  |  |                                        |  |
| 7. Lady Emily Cadogan                |                                          | 14. Charles Cadogan, I conte Cadogan (= 8) |                                                 |  |  |       |  |  |                                     |  |  |                                        |  |
|                                      |                                          | 15. Mary Churchill (= 9)                   | 30. Charles Churchill (= 18)                    |  |  |       |  |  |                                     |  |  |                                        |  |
|                                      |                                          | 15. Mary Churchill (= 9)                   | 30. Charles Churchill (= 18)                    |  |  |       |  |  |                                     |  |  |                                        |  |
|                                      |                                          | 15. Mary Churchill (= 9)                   | 31. Lady Mary Walpole (= 19)                    |  |  |       |  |  |                                     |  |  |                                        |  |
|                                      |                                          | 15. Mary Churchill (= 9)                   |                                                 |  |  |       |  |  |                                     |  |  |                                        |  |